# Чикагская биржа опционов
Чикагская биржа опционов (англ. Chicago Board Options Exchange, CBOE) создана в 1973 году как дочерняя компания крупнейшей товарной биржи мира — Чикагской торговой палаты. Сегодня на неё приходится более 51 % опционной торговли в США и 91 % всех индексных опционов.

## История
В 2010 CBOE была преобразована в корпорацию Cboe Global Markets, акции которой были размещены на бирже NASDAQ в ходе IPO.
В 2017 Cboe Global Markets поглотила BATS Global Markets.

## Деятельность
Участники:
- Маркетмейкеры — выступают в роли дилеров за собственный счёт.
- Брокеры торгового зала — исполняют разнообразные виды заявок по поручению инвесторов.

Заявки на покупку или продажу опционных контрактов по специальной системе связи. Опционы на фондовые индексы особо популярны. Самый распространённый опционный контракт — на индекс S&P 100. Существуют также опционы на отраслевые индексы, опционы на индексы иностранных акций, опционы на процентные ставки. Общее число опционов на индексы — около 40.